# Petria Thomas
Petria Thomas (Lismore, 25. kolovoza 1975.) je australska plivačica.
Trostruka je olimpijska pobjednica i svjetska prvakinja u plivanju.